# نيك روزين (ممثل)
نيك روزين (بالهولندية: Niek Roozen)‏ (من مواليد 27 أغسطس 1997) هو ممثل هولندي.

## سيرة شخصية
في عام 2014 ، لعب شخصية الأعلى في مسلسل الشباب بروجلاس من أفروتروس. في الموسم الرابع ، يكون ماكس في الصف الثاني ، وسيظل يُرى في الحلقات لكنه لم يعد أحد الشخصيات الرئيسية. كما لعب أحد الأدوار الرئيسية في فيلم دي غانغ فان أورك الذي عُرض لأول مرة في يونيو 2014 وتم تمثيله في فيلم سول بعد كتاب للكاتب زيلاند أندرياس أوستوك.
في عام 2015 ، يمكن رؤيته في المسلسل الجديد على انطلق سر إيك الذي يلعب فيه دور تيم ، وفي عام 2016 في فيلم رينيسي ، الذي يلعب فيه صوت عميق.
في عام 2018 ، قام ببطولة دور تلميذ في الآلام. بعد ذلك بعام ، لعب روزن دور ماكس في فيلم بروجلاس: زمن حياتي ولعب دور صديق مدوّن الفيديو جيوفاني لاتوي في فيلمه السينمائي الأول مشروع جيو. بالإضافة إلى ذلك ، لعب في أفلام فالس و غير كفؤ 2 و في حالة حب مع كوبا.
في عام 2022 ، كان روزين أحد المشاركين في الموسم الثاني والعشرين من برنامج RTL 4 إكسبيديشن روبنسون. في الحلقة الثالثة ، أصيب روزين برد فعل تحسسي بعد تناول البطاطا ، مما تطلب استدعاء الفريق الطبي. ترك في النهاية في المركز الثامن عشر وبالتالي احتل المركز الرابع.

## روابط خارجية
- نيك روزين في قاعدة بيانات الأفلام على الإنترنت